# VDMSound
VDMSound는 윈도 NT 4.0, 2000, XP를 위한 레거시 PC 사운드 카드 에뮬레이터이다. 만든이는 블라드 로마스카누(Vlad Romascanu)이다.
애드립과 사운드 블라스터(표준, 프로, 그리고 16) 사운드 카드를 가상으로 구현한다. MPU-401 미디 인터페이스도 제공한다. 호환되지 않는 새로운 하드웨어에서 오래된 도스 게임들을 즐길 때 노래와 음악을 듣기 위해서 쓰인다.
도스박스는 도스와 x86 개인 컴퓨터를 모두 가상으로 구현해 내지만 VDMSound는 DOS 환경의 일부와 사운드 하드웨어만을 가상으로 구현한다. 같은 하드웨어 사양에서 시스템에 부하가 덜 가기 때문에 도스박스에서 보다 게임이 더 빠를 수 있다. 그러나 동시에 VDMSound는 도스박스와 같은 수준의 호환성을 제공하지 못한다.
이 프로젝트는 제작자에게 버려졌으며, VDMSound의 사운드 에뮬레이션 코드는 완전히 도스박스에 통합되었다. 도스 모드의 전체 화면을 지원하지 않는 윈도우 비스타, 윈도우 7에서는 윈도 에어로 환경을 지원하는 그래픽 드라이버를 사용하는 경우 VDMSound를 사용할 수 없다.

## 같이 보기
- 도스박스 - 도스 게임을 대상으로 한 통합된 도스 에뮬레이션을 갖춘 x86 개인 컴퓨터 에뮬레이터

## 참고 문헌
1. 1 2 3 4  “The VDMSound project page”. 2005년 1월 29일에 원본 문서에서 보존된 문서. 2017년 4월 10일에 확인함.
2. 1 2 3  “What's New”. 2004년 12월 9일에 원본 문서에서 보존된 문서. 2017년 4월 10일에 확인함.
3. ↑  (영어) VDMSound - SourceForge.net
4. ↑  윈도우 XP용 드라이버를 강제로 설치하면 VDMSound를 사용할 수 있다. 보건스 포럼